# Liste spezieller Treppen
Die Liste spezieller Treppen  gibt eine Übersicht über besondere Treppen, die für spezielle Anwendungsfälle entwickelt wurden.

## Lokale Bezeichnungen
- Berliner Treppe: Eine Treppenform, die wegen ihrer schwierigen Ausführung aus statischer Sicht und auch aus ergonomischer Sicht nur noch im Denkmalbereich zu finden ist, ist die Berliner Treppe. Diese Treppe beginnt frei im Raum stehend und schwingt dann in einer viertel Wendelung in eine Treppennische, in der sie mit einer weiteren halben Wendelung zum Obergeschoss fortgeführt wird.
- Die Bezeichnung Leipziger Treppe wird verwendet, wenn die Stufen dreieckig sind, wobei sich die Spitze einmal links und einmal rechts befindet.
- Die Wiener Treppe ist eine Raumspartreppe, bei der rechteckige Stufen versetzt angeordnet sind.

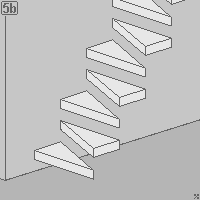
Leipziger Treppe
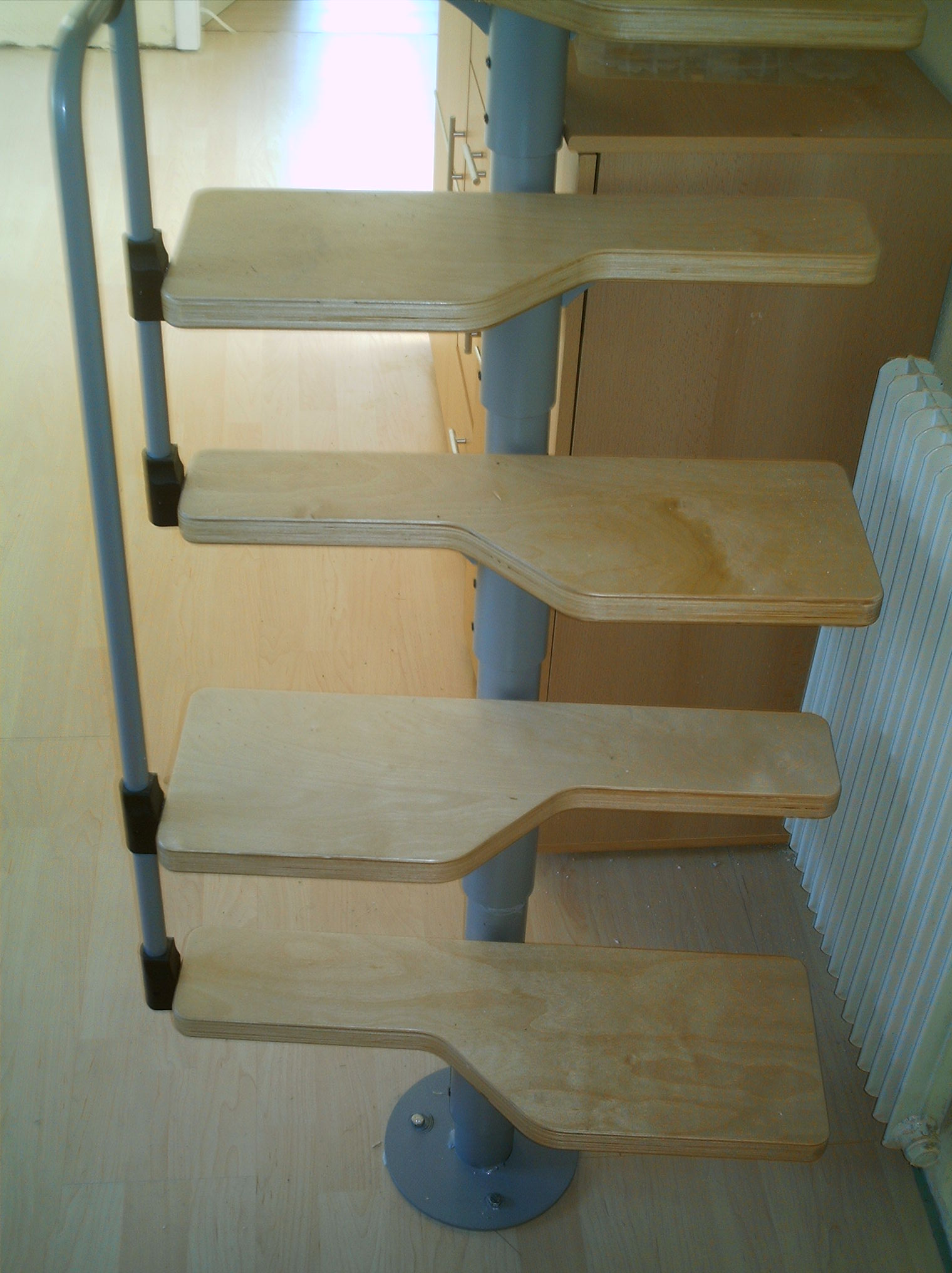
Die Löffeltreppe bzw. Sambatreppe als Gegenstück zur Leipziger Treppe

## Mobile Treppen
Tragbare Klapptreppen aus Holz werden seit mehreren hundert Jahren in Bibliotheken, Kirchen, militärischen und zivilen Magazinen verwendet. Klapptreppen aus Leichtstahl, aus Aluminium oder aus elektrisch isolierendem und hygienisch sauberem Material fanden seit den 1880er-Jahren immer mehr Eingang in nahezu allen Lebens- und Wirtschaftsbereichen. Aus Holz jahrhundertelang in Gebrauch; aus eloxiertem Aluminium seit 1982 mit zunehmender Verbreitung in allen Arbeits- und Lebensbereichen als Ersatz für gefährlichere Tritte und traditionelle Stehleitern beliebt.

## Veränderbare Treppen

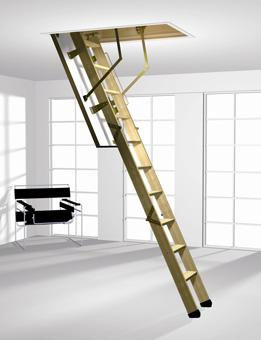
Falttreppe / ausklappbare Bodentreppe

- Falttreppen werden als Treppe zum Dachboden verwendet. Die Treppe befindet sich auf einem Lukendeckel und kann so zusammengefaltet werden, dass sich der Deckel mitsamt der Treppe schließen lässt. Diese Treppen werden überwiegend aus Holz, aber auch aus Aluminium und Stahl gefertigt.
- Scherentreppen werden als Treppe zum Dachboden verwendet. Die Treppe befindet sich auf einem Lukendeckel und kann wie eine Schere so weit auf dem Deckel zusammengeschoben werden, dass sich der Deckel mitsamt der Treppe schließen lässt. Diese Treppen werden überwiegend aus Aluminium und Stahl gefertigt.
- Einschubtreppen werden als Treppe zum Dachboden verwendet. Die Treppe befindet sich auf einem Lukendeckel und kann so weit auf dem Deckel verschoben werden, dass sich der Deckel mitsamt der Treppe schließen lässt. Diese Treppen werden überwiegend aus Holz, aber auch aus Aluminium und Stahl gefertigt und heißen im Sprachgebrauch auch Ruck-Zuck-Treppen.

## Temporäre Treppen
- Eine Gerüsttreppe kommt anstelle von Leitern bei Gerüsten zum Einsatz. Sie sind an das jeweilige Gerüstsystem angepasst. Sie bieten eine höhere Sicherheit als Gerüstleitern und erleichtern den Transport von Werkzeug und Material auf das Gerüst.
- Bei einer Bautreppe handelt es sich um eine provisorische Treppe bzw. um eine Treppe im Rohbauzustand mit provisorischem Geländer während der Rohbauarbeiten. Rohbautreppen werden während der Rohbauarbeiten in das vorhandene Treppenloch eingebaut, um bis zur Montage der endgültigen Treppe einen sicher begehbaren Zugang zu den Obergeschossen zu haben. Teilweise werden auch auf die Stahlunterkonstruktion der nicht fertiggestellten endgültigen Treppe rohe Holzbohlen als Stufen aufgeschraubt, so dass eine sicher begehbare Rohbautreppe entsteht.

## Modulare Treppen
- Fertigteiltreppen sind aus industriell vorgefertigten Bauteilen hergestellte Treppen, deren Teile zu einer individuellen Treppe zusammengebaut werden können.

## Spezielle Zugangstreppen
- Industrietreppen werden fast ausschließlich in der Industrie verwendet. Sie sind meistens aus Stahl gefertigt. In der Lebensmittelindustrie und in der chemischen Industrie kommen auch Edelstahltreppen zum Einsatz. Diese Treppen sind oft Zugänge zu den Maschinenteilen. Die Stufen dieser Industrietreppen sind entweder aus Riffelblechen, Tränenblechen oder aus Gitterrosten. Da in der Industrie nicht mit der Anwesenheit von Kindern gerechnet werden muss, besteht das Geländer oft nur aus der erforderlichen Fußleiste, der Knieleiste und dem Handlauf.
- Dachtreppen sind Treppen, deren Stufen sich über der Dachhaut, also im Freien befinden; sie sind meistens aus Stahlgitterroststufen gefertigt und dienen außer als Kaminkehrertreppen auch als Zugang zu Antennenanlagen oder als Reinigungs- und Kontrollgang. Auch als zweiter Fluchtweg können Dachtreppen zum Einsatz kommen.
- Die Kaminkehrertreppe ist eine Dachtreppe, deren Stufen auf dem Dach befestigt sind. Die Treppen führen von Dachluken zu den Kaminen, um dem Kaminkehrer das Putzen der Kamine von außen zu ermöglichen. Diese sind in der Regel Gitterrosttreppen. Früher gab es auch Holzstufen, die jedoch wegen der Rutschgefahr im feuchten Zustand nicht mehr zum Einsatz kommen.
- Der Zugang zur Kanzel, dem Platz für den Redner, insbesondere in Christlichen Kirchen, erfolgt über die Kanzeltreppe.
- Die Schwimmbadtreppe in ein Schwimmbecken ist besonders gehsicher auszugestalten, um ein Ausrutschen der Badegäste zu verhindern. Es kommen speziell für diesen Bereich vorgesehene Fliesen und auch Edelstahltreppen mit Riffel- und Lochblechen zum Einsatz.
- Besonders auffallende Showtreppen werden bei Bühnen- und Fernsehshows für die Auftritte von Einzelstars und Gruppen gebraucht. Diese Treppen haben oft keine Treppengeländer, um den Blick auf die Stars nicht zu beeinträchtigen. Meist sind dies sehr einfache Treppenunterkonstruktionen mit einem edel aussehenden Finish. Die Showtreppe ist auch unter dem Begriff Startreppe bekannt.
- Besonders kleine schmale Treppen werden umgangssprachlich auch Hühnerleiter genannt.[1]
- Weinbergstaffel ist die Bezeichnung für die schmalen Weinbergstreppen, die den Zugang zu den Weinbergen ermöglichen.

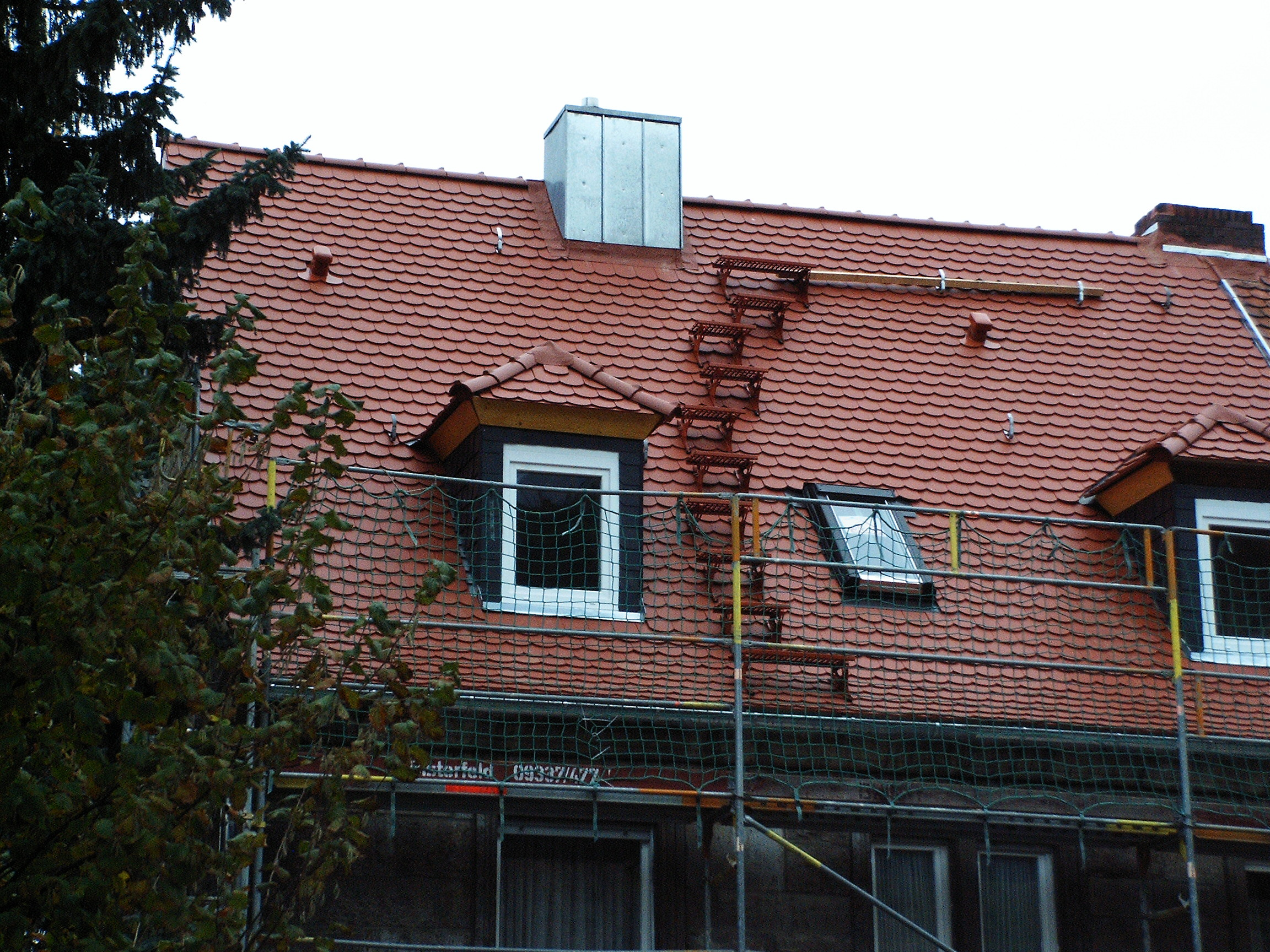
Dachtreppe
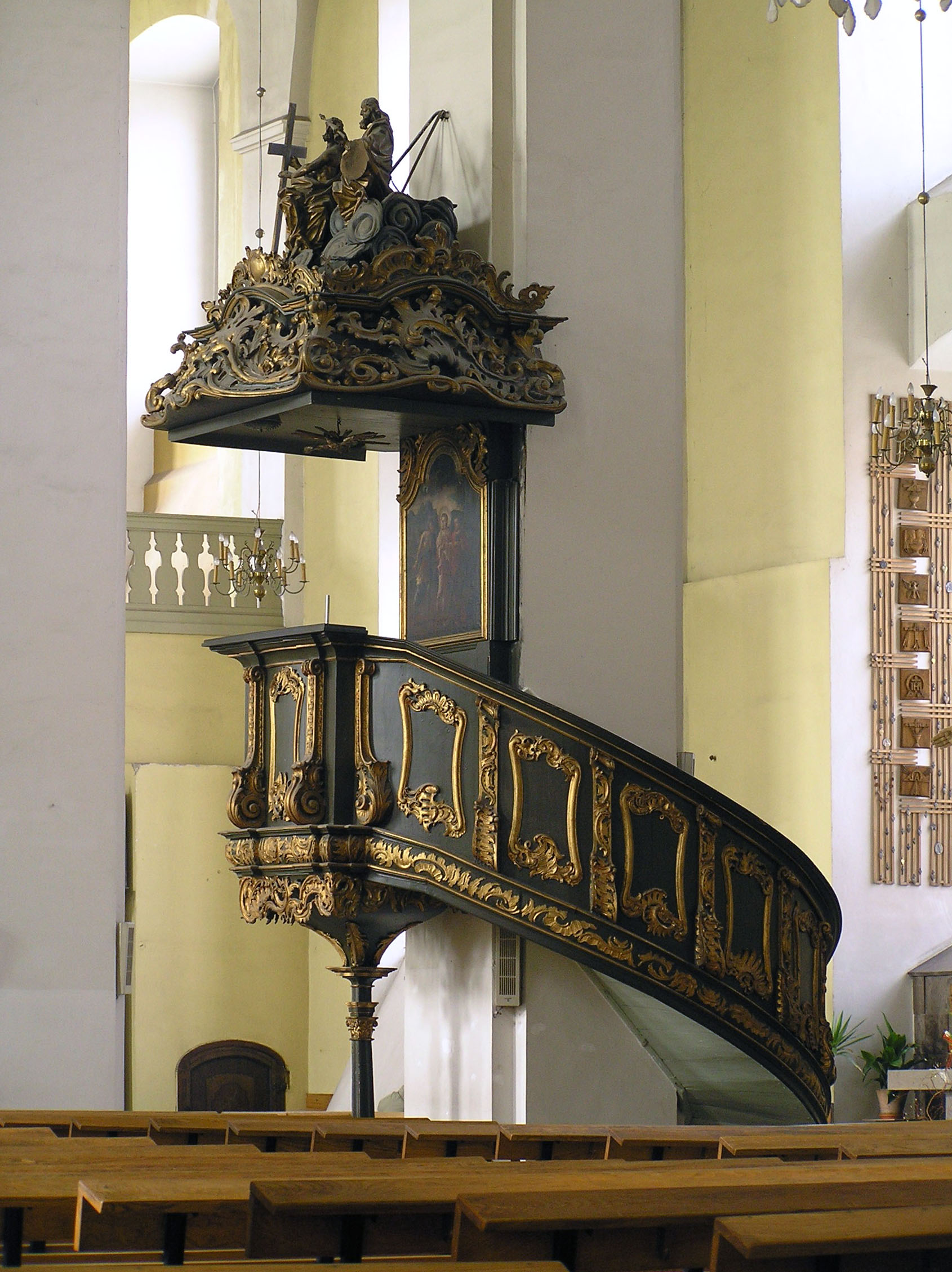
Kanzeltreppe in der Heilig-Geist-Kirche in Toruń
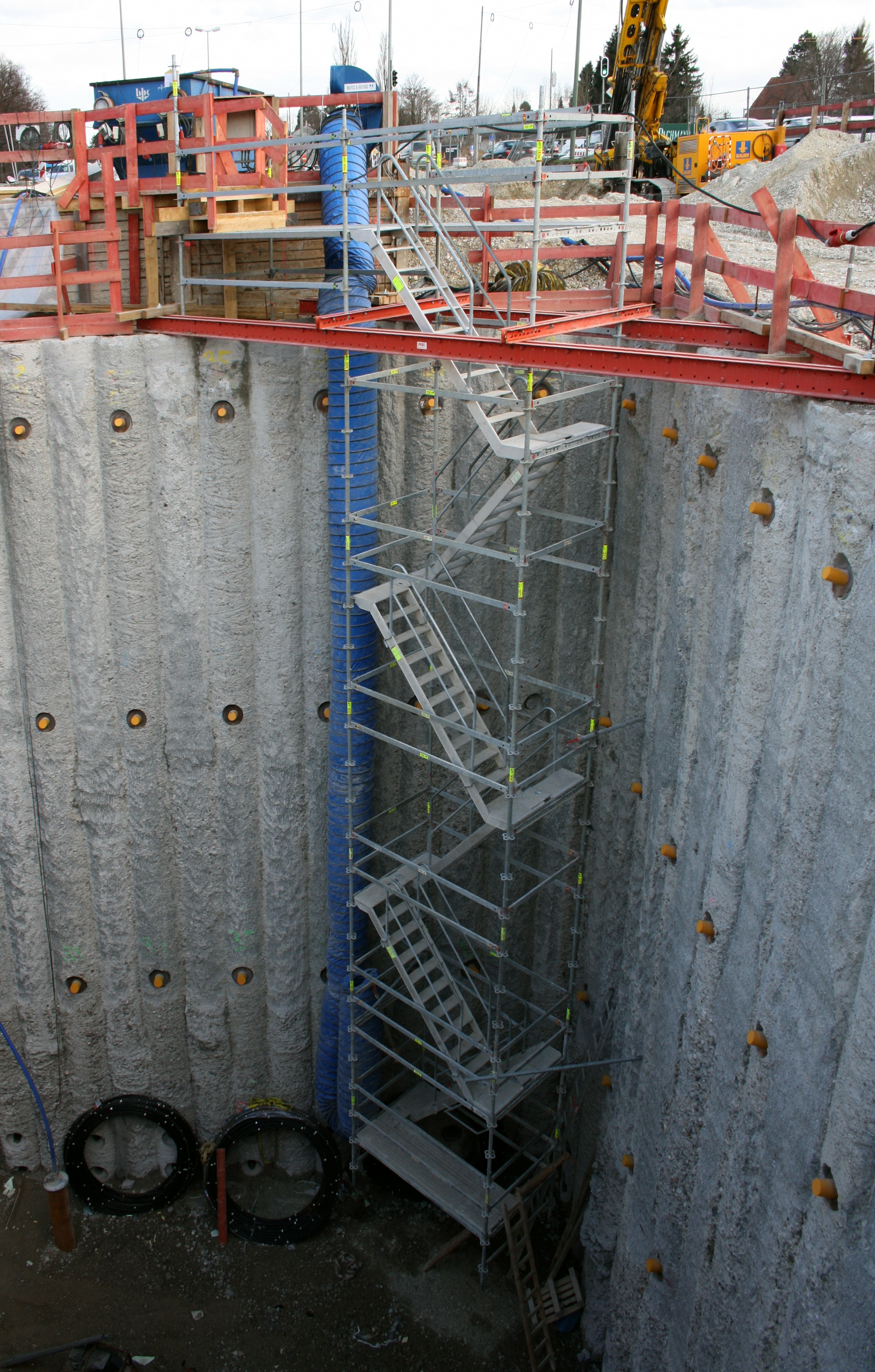
Treppe in einer Baugrube
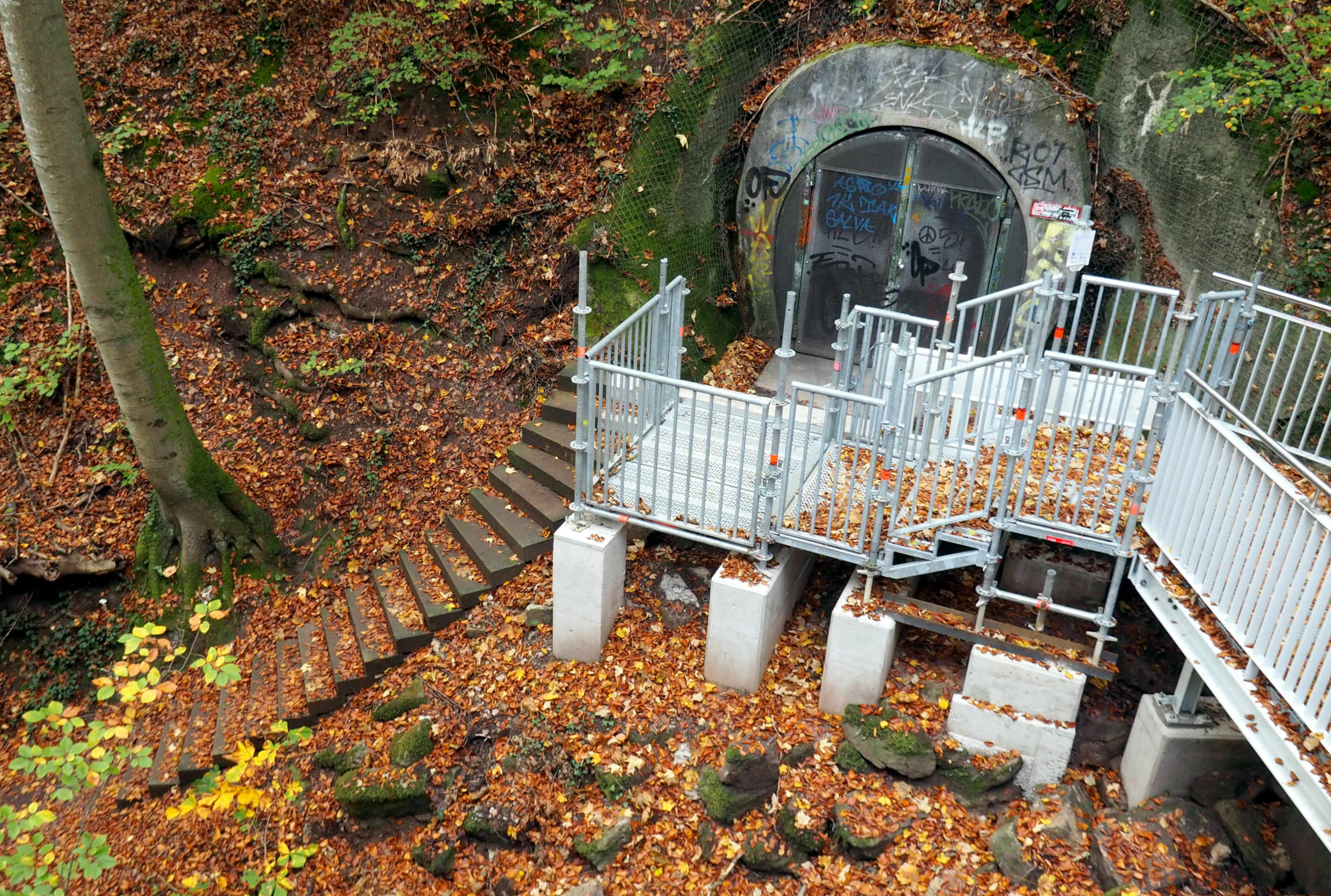
Fluchttreppen aus Beton und in Gerüstform an einem Tunnel-Notausgang